# Netzblatt
Netzblatt (Goodyera) ist der Name einer Pflanzengattung aus der Familie der Orchideen (Orchidaceae). Die etwa 100 Arten sind vorwiegend nordhemisphärisch verbreitet und besitzen einen Diversitätsschwerpunkt in Südostasien. Einige dieser relativ kleinblütigen Arten sind wegen ihrer attraktiven Blätter bei Orchideenzüchtern als Zierpflanzen beliebt.

## Beschreibung

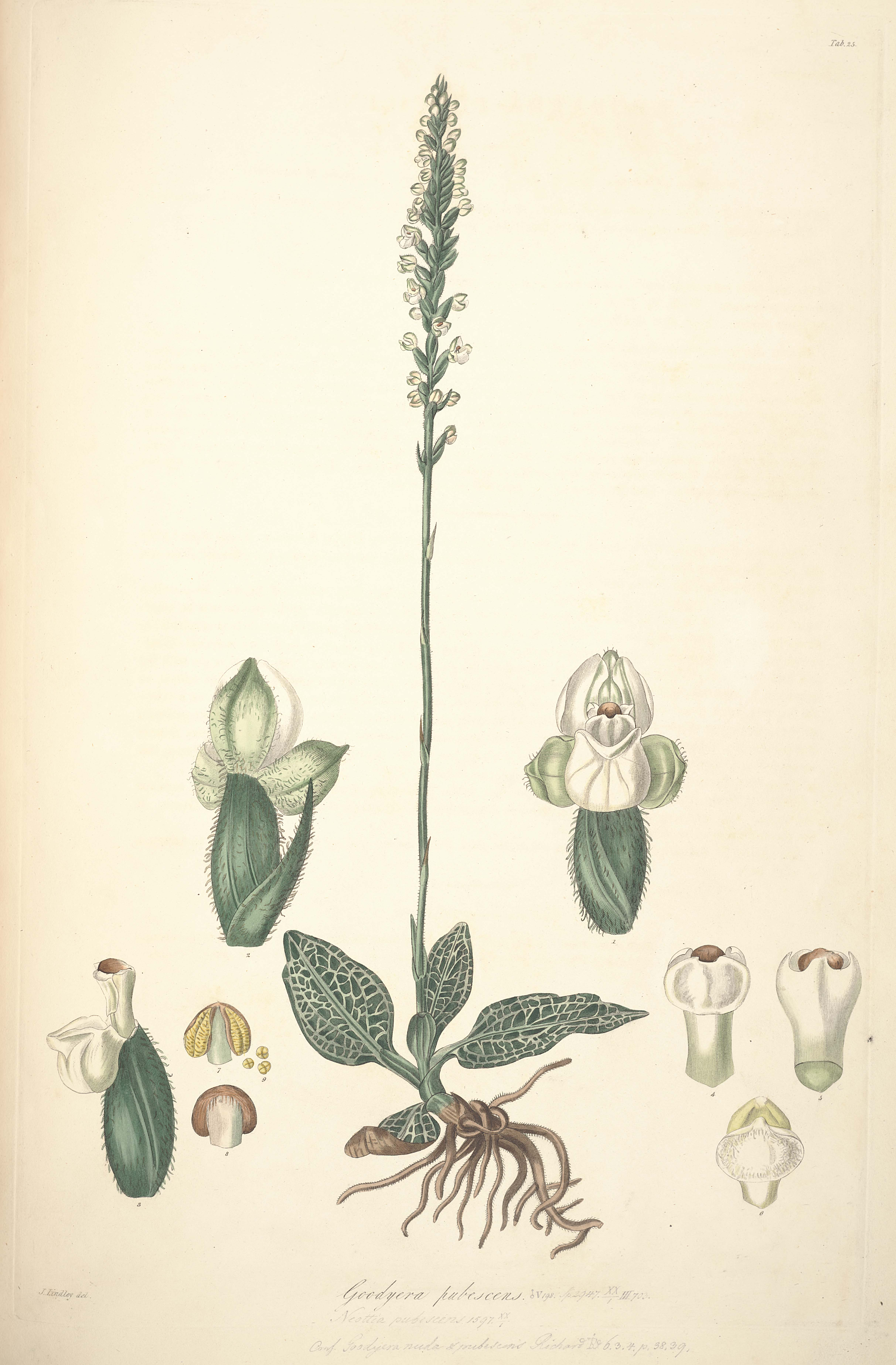
Illustration des Haarigen Netzblattes (Goodyera pubescens) aus John Lindley: Collectanea Botanica, 1821

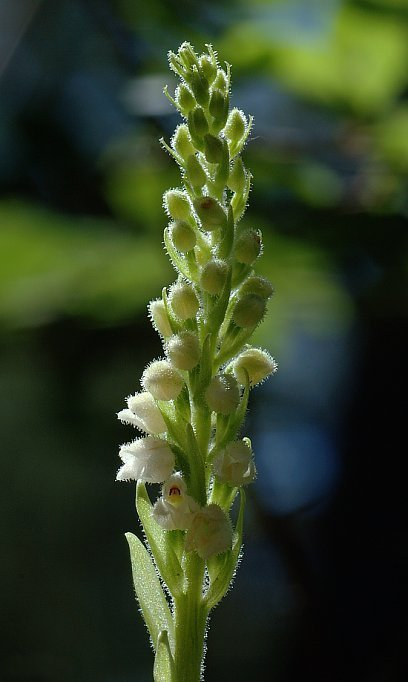
Blütenstand des Kriechenden Netzblattes

### Vegetative Merkmale
Bei Goodyera-Arten handelt sich um ausdauernde krautige Pflanzen. Sie besitzen Rhizome, aus denen sowohl sterile Sprosse mit Blattrosetten als auch fertile, an der Basis meist kriechend-aufsteigende Sprosse abzweigen, die in Blütenständen enden. Viele Arten bilden Ausläufer.
Die ovalen oder lanzettlichen Laubblätter sind kurz gestielt. Meist ist die Blattepidermis entlang der Haupt- und Quernerven deutlich heller als die übrige blaugrüne Blattfläche. Die Blattoberseiten zeigen deshalb meist ein kontrastreiches Netzmuster. Die Stängelblätter sind am Grund gehäuft oder stark reduziert.

### Generative Merkmale
Der einseitswendige oder schwach gedrehte, ährige Blütenstand besteht aus einer unverzweigten Achse, an der ungespornte, kleine, weiß-grüne Blüten sitzen; die Pflanzen erinnern damit an Arten der Gattung Spiranthes. Die zwittrigen Blüten sind dreizählig. Die Blüten haben einfache napfartige Nektarien, die Pollinien sind ungestielt, die Spitze des Labellums ist schnabelförmig. Die übrigen fünf Blütenhüllblätter bilden einen kleinen Helm.

## Namenserklärung
Der britische Botaniker Robert Brown wählte den wissenschaftlichen Gattungsnamen Goodyera zu Ehren von John Goodyer (1592–1664), der ein herausragender englischer Pflanzenkenner, Botaniker und Pflanzensammler des 17. Jahrhunderts war.
Im Englischen wird diese Gattung, ebenso wie die Vertreter der Gattung Spiranthes, als ladies’ tresses („Damenlocken, Korkenzieherlocken“) bezeichnet. Dieser Name spielt auf die leicht gedrehten Blütenstände an. In Amerika heißen die Pflanzen der Gattung Goodyera rattlesnake plantain („Klapperschlangen-Wegerich“), denn die Blattrosetten haben einerseits Ähnlichkeit mit denen des Breitwegerichs (Plantago major), andererseits erinnert das Netzmuster der Blattoberseiten an eine Schlangenhaut. Angeblich wurden Umschläge aus den Blättern der nordamerikanischen Goodyera-Arten früher auch zur Behandlung von Schlangenbissen angewandt.

## Systematik und Verbreitung

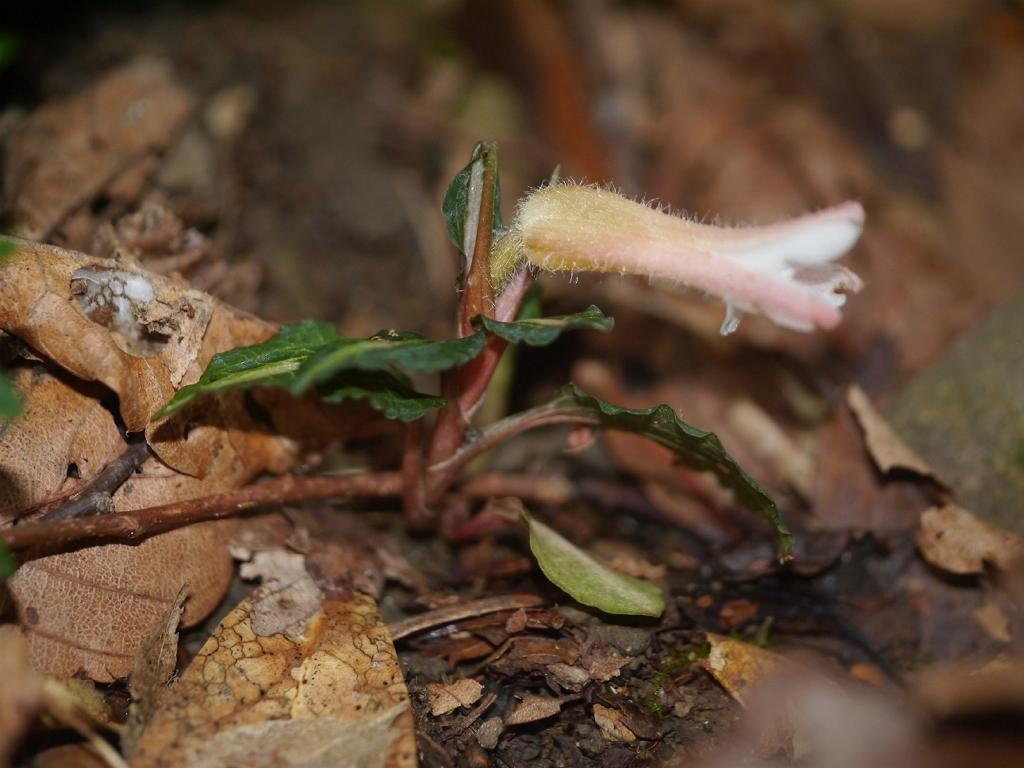
Goodyera biflora

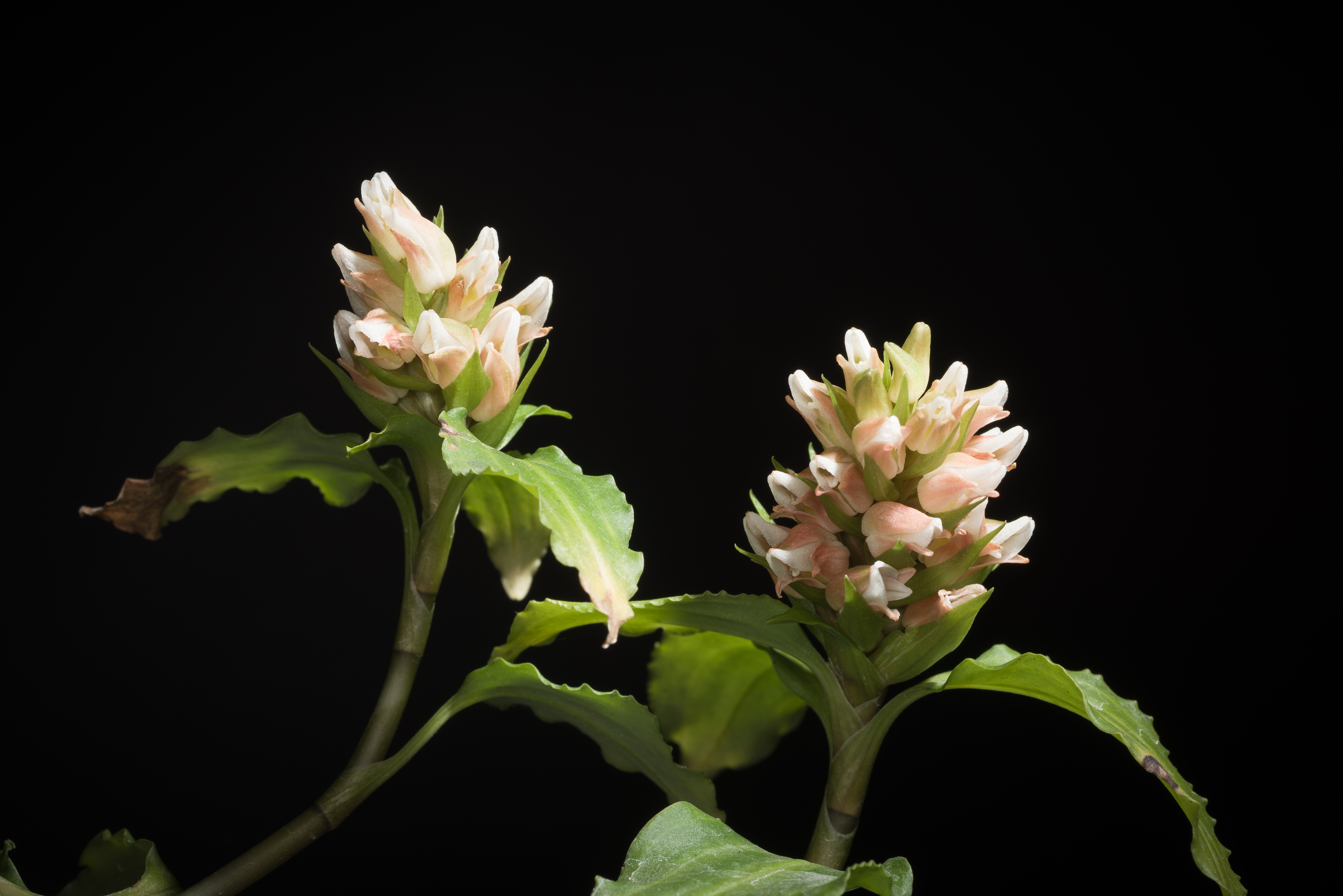
Blütenstände von Goodyera foliosa

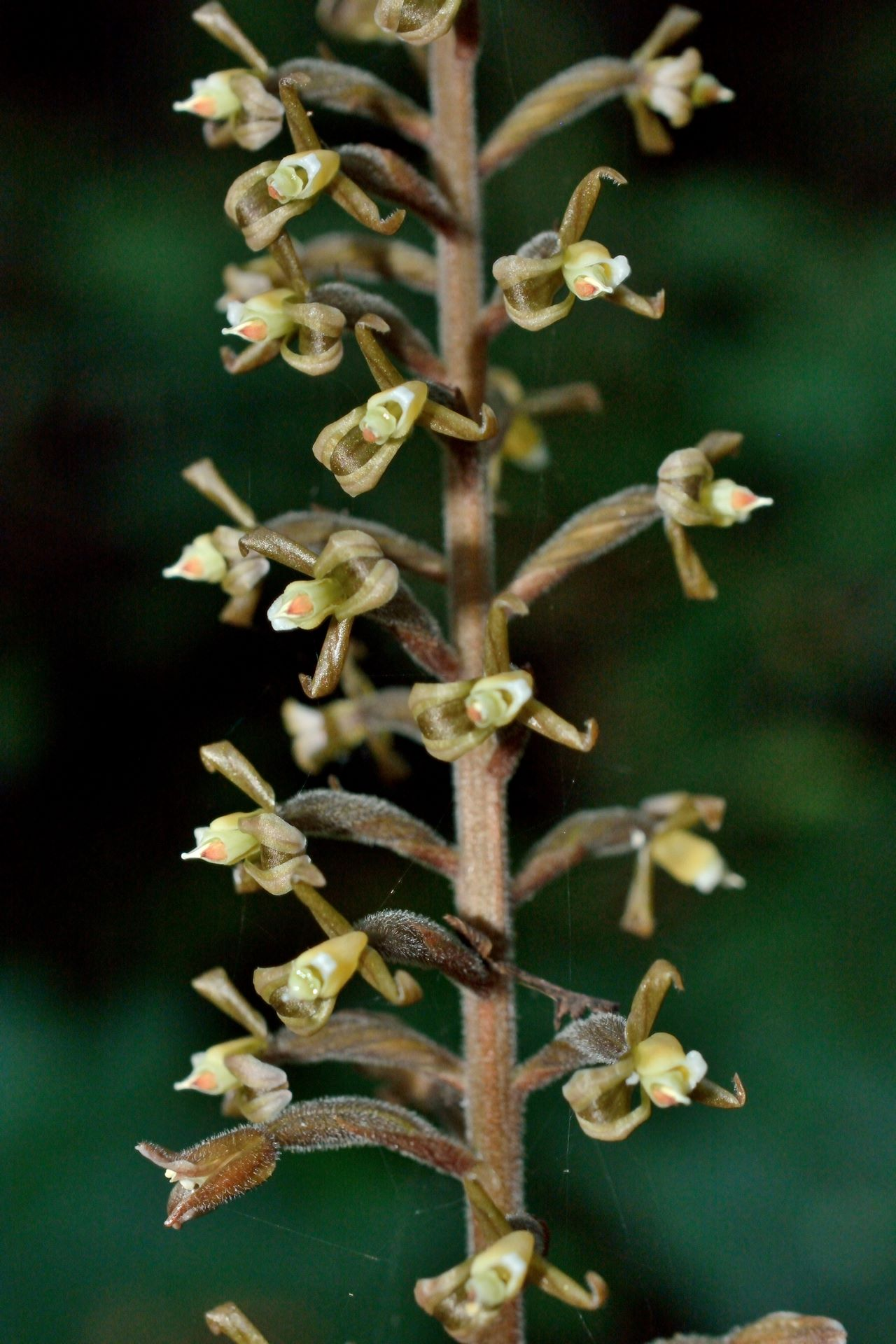
Goodyera fumata

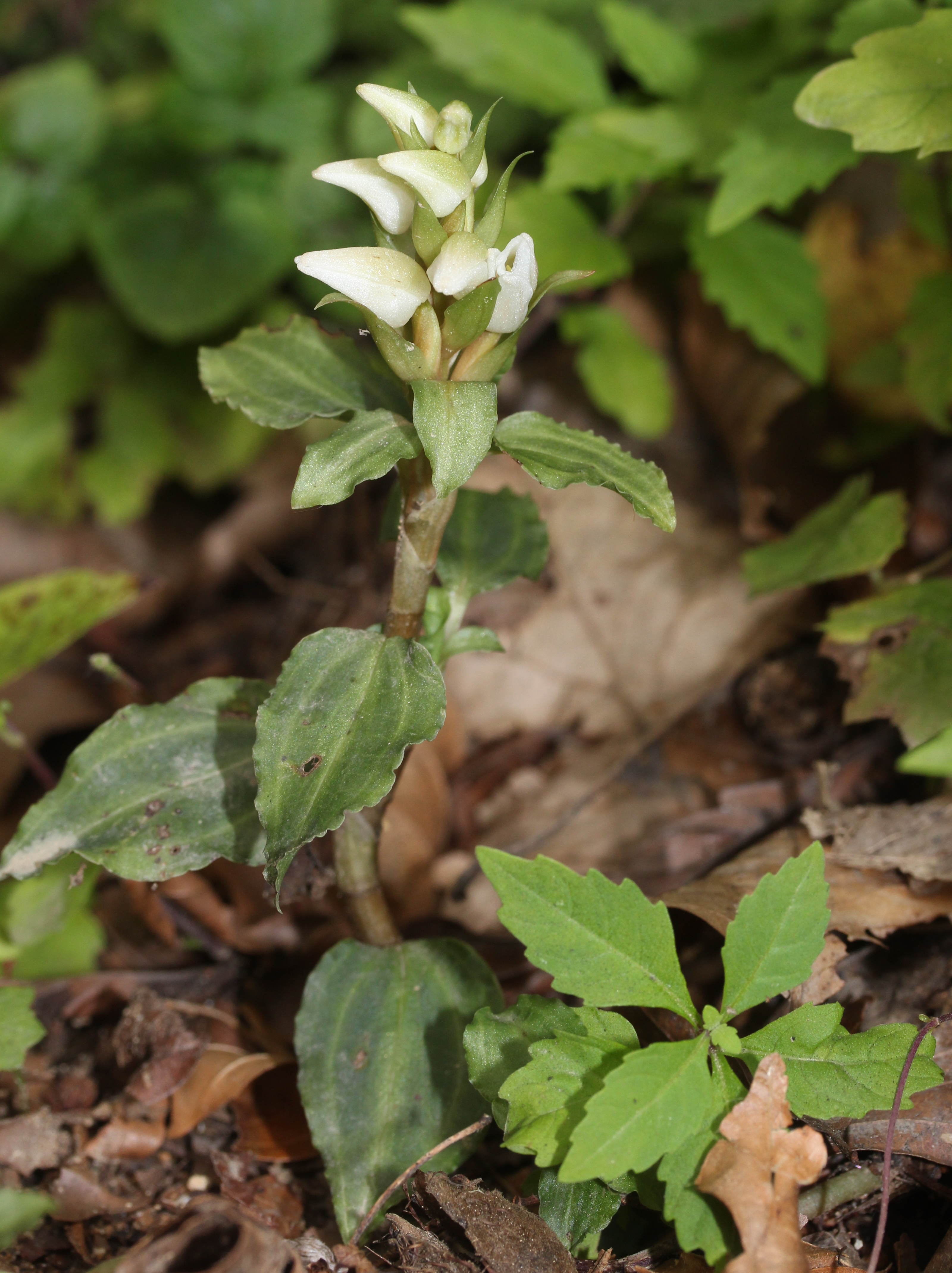
Habitus, Laubblätter und Blütenstand von Goodyera henryi

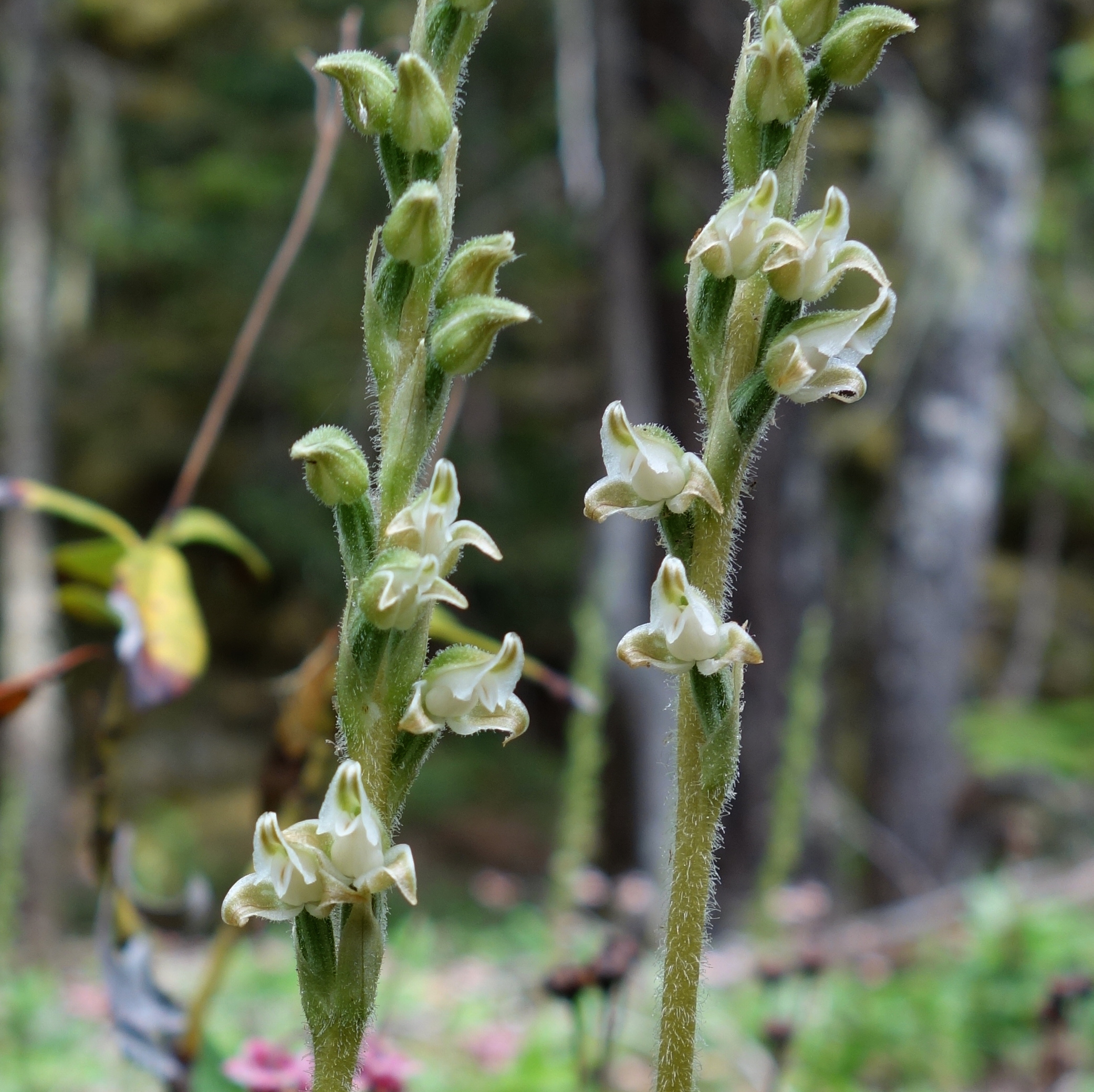
Goodyera oblongifolia

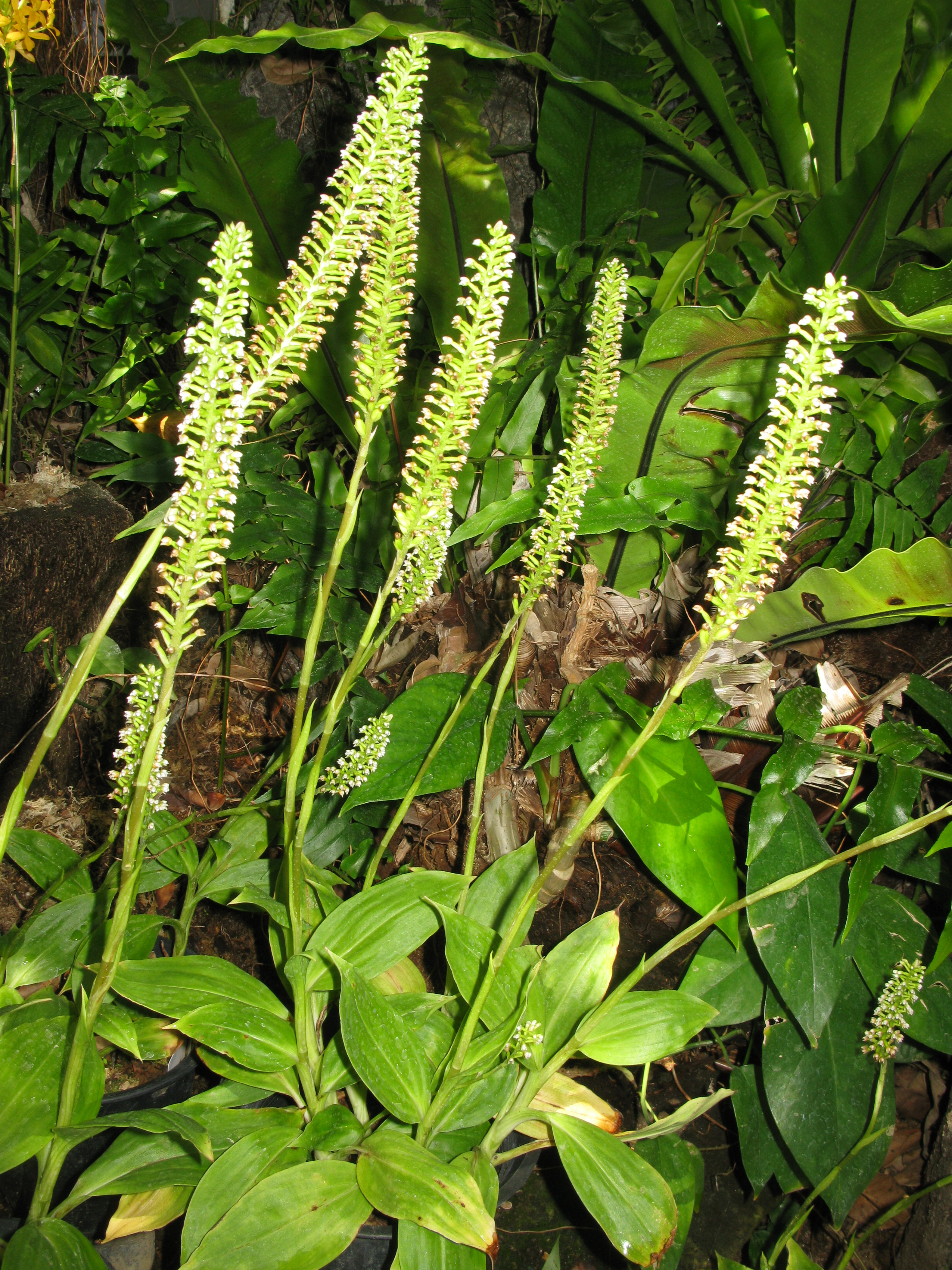
Habitus, Laubblätter und Blütenstände von Goodyera procera

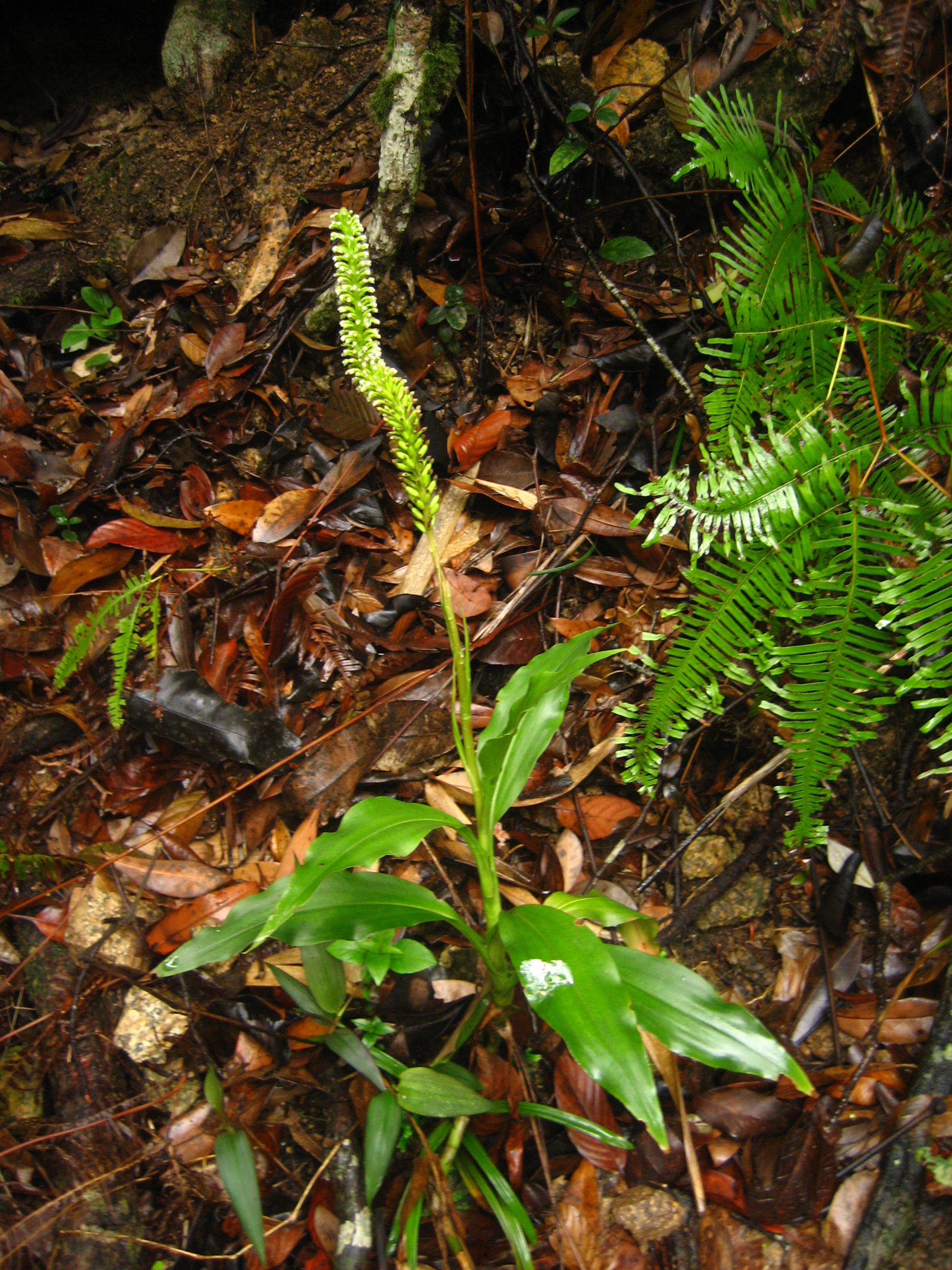
Goodyera procera

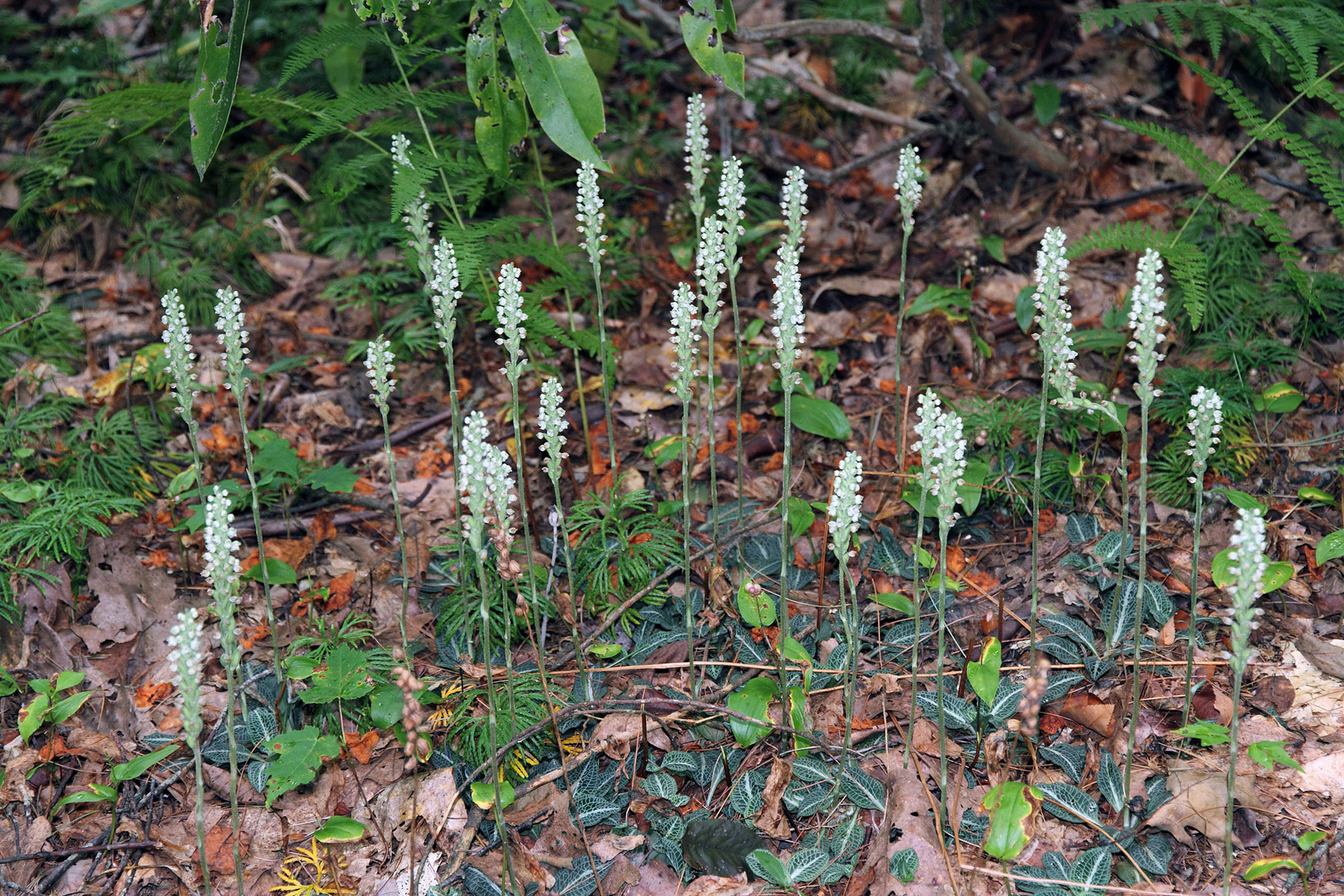
Habitus des Haarigen Netzblatt (Goodyera pubescens) im Habitat

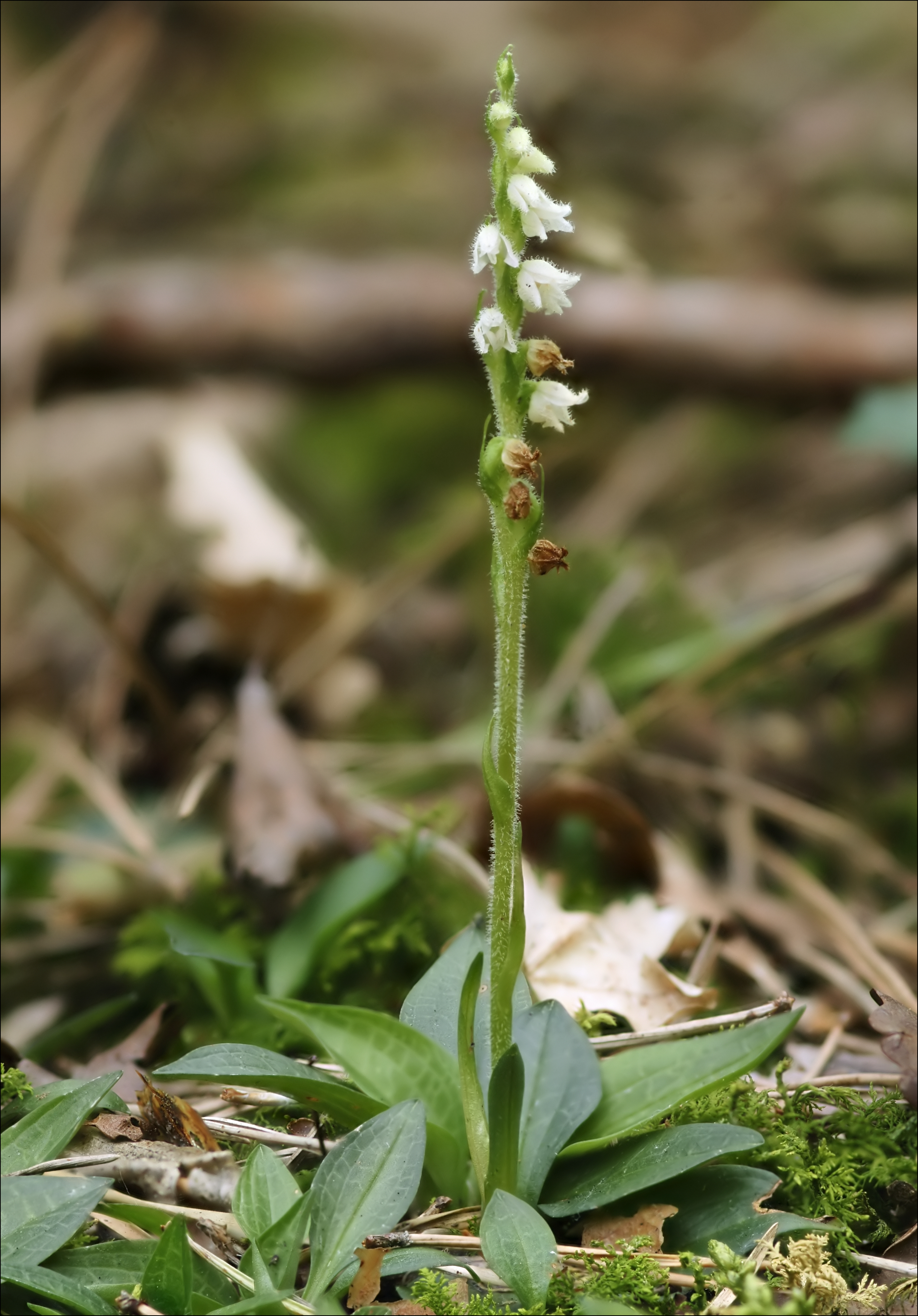
Kriechendes Netzblatt (Goodyera repens)

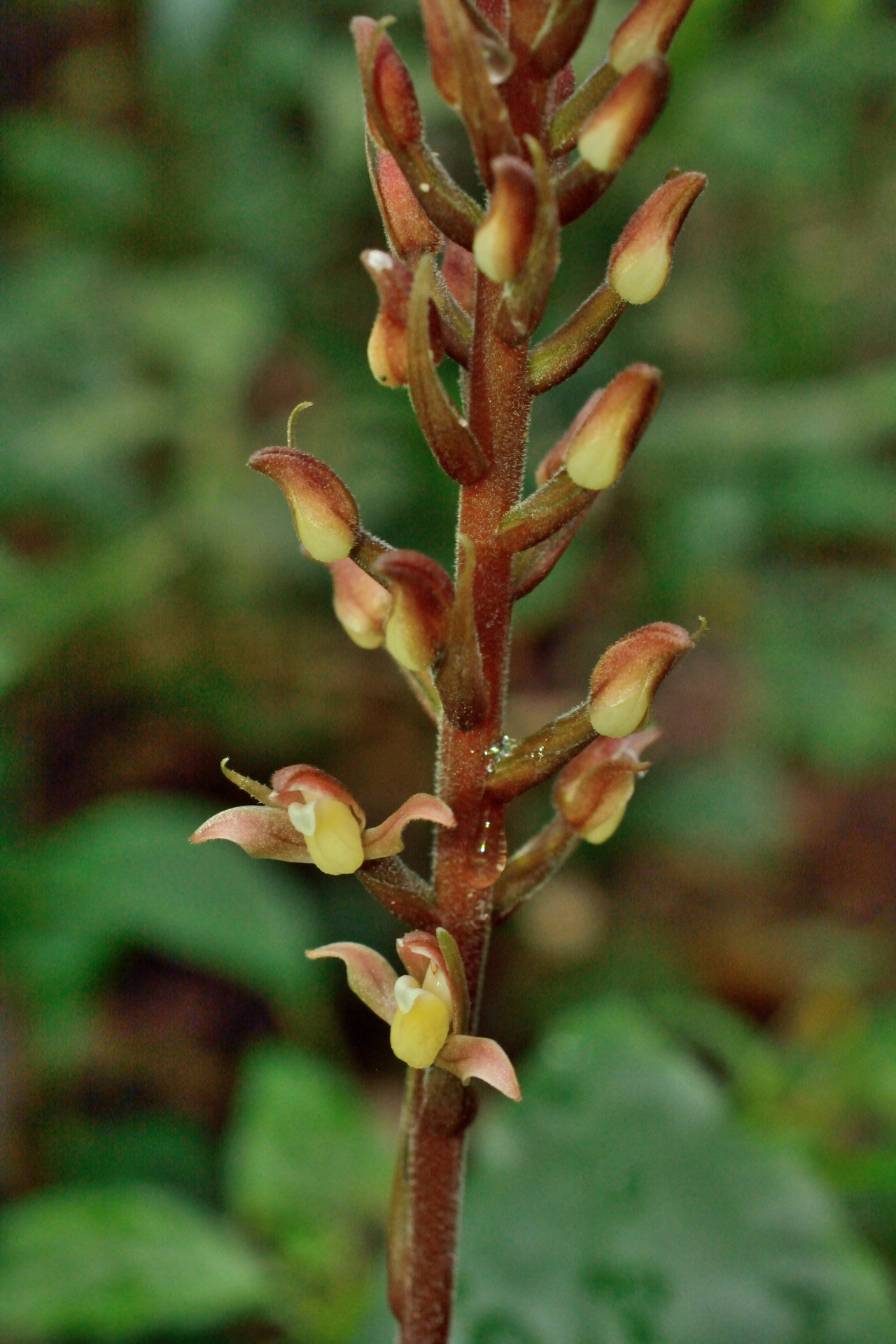
Goodyera rubicunda

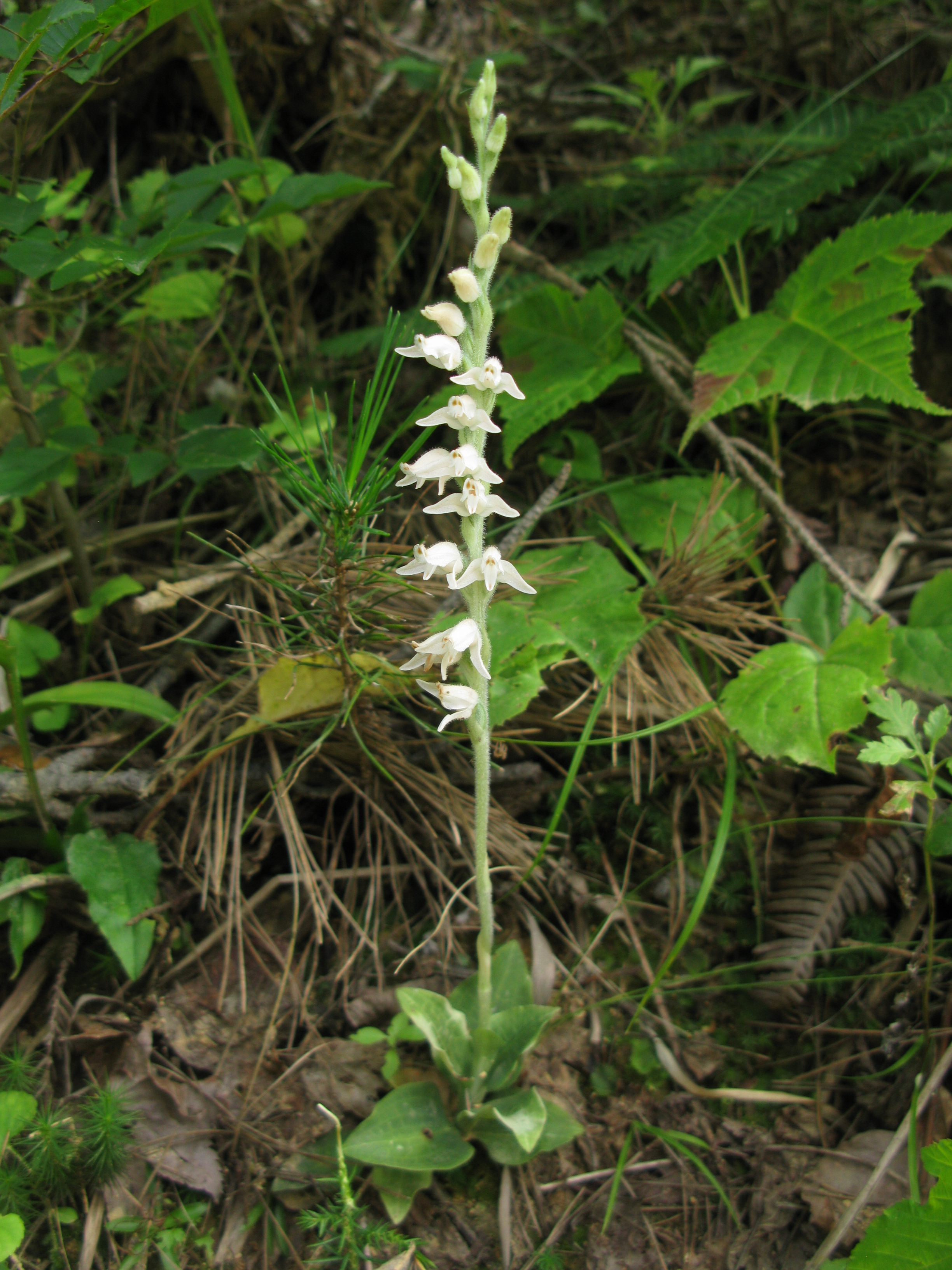
Goodyera schlechtendaliana

Die Gattung Goodyera wurde 1813 durch Robert Brown in William Townsend Aiton: Hortus Kewensis; or, a Catalogue of the Plants Cultivated in the Royal Botanic Garden at Kew. London, 2. Auflage, Volume 5, S, 197–198 aufgestellt.
Die Gattung Goodyera gehört zur Untertribus Goodyerinae aus der Tribus Cranichideae in der Unterfamilie Orchidoideae innerhalb der Familie Orchidaceae.
Die Gattung Goodyera ist pantropisch und zirkumboreal verbreitet. Von den etwa 100 Arten kommen circa 60 in Südostasien vor. In China und Taiwan kommen etwa 29 vor, 12 davon nur dort. Auf dem europäischen Kontinent gibt es nur eine Art, das zirkumboreal verbreitete Kriechende Netzblatt (Goodyera repens). Das Großblättrige Netzblatt (Goodyera macrophylla) ist auf Madeira endemisch. Von 18 neuweltlichen Arten kommen nur vier in Nordamerika vor. Die übrigen acht Arten wachsen in Ostafrika und auf den Inseln des Indischen Ozeans (Madagaskar, Réunion, Seychellen).
Folgende Arten werden zur Gattung Goodyera gezählt:
- Goodyera afzelii Schltr.: Mosambik, Madagaskar, Vietnam.[1]
- Goodyera alveolata Pradhan: Bhutan bis Distrikt Darjeeling.[1]
- Goodyera amoena Schltr.: Sulawesi.[1]
- Goodyera angustifolia Schltr.: Papua-Neuguinea.[1]
- Goodyera beccarii Schltr.: Westliches Sumatra.[1]
- Goodyera bifida (Blume) Blume: Thailand bis Malesien.[1]
- Goodyera biflora (Lindl.) Hook. f. (Syn.: Goodyera pauciflora Schltr.): Sie ist in Indien, Nepal, Korea, Japan, Taiwan, Tibet, im nördlichen Vietnam und in den chinesischen Provinzen Anhui, nördliches Fujian, südliches Gansu, Guangdong, Guizhou, südliches Henan, Hubei, Hunan, Jiangsu, südliches Shaanxi, Sichuan, Yunnan sowie Zhejiang verbreitet.[4][1]
- Goodyera bomiensis K.Y.Lang: Sie gedeiht in Höhenlagen von 900 bis 3700 Metern im nördlichen Taiwan, östlichen Tibet und in den chinesischen Provinzen westliches Hubei sowie Yunnan.[4] Nach WCSP ist sie ein Synonym zu Goodyera brachystegia.[1]
- Goodyera boninensis Nakai: Ogasawara-Inseln.[1]
- Goodyera brachystegia Hand.-Mazz.: Sie gedeiht in Wäldern in Höhenlagen von 1300 bis 2000 Metern in den chinesischen Provinzen südwestliches Guizhou und zentrales sowie nordöstliches Yunnan.[4]
- Goodyera bracteata Thouars: Mauritius und Réunion.[1]
- Goodyera bradeorum Schltr.: Nicaragua und Costa Rica.[1]
- Goodyera clausa (A.A.Eaton ex Ames) Schltr.: Philippinen.[1]
- Buntes Netzblatt (Goodyera colorata (Blume) Blume): Sie kommt auf Sumatra, Borneo, Java und in Malaysia vor.[1]
- Goodyera condensata Ormerod & J.J.Wood: Sabah.[1]
- Goodyera corniculata (Rchb.f.) Ackerman: Kuba.[1]
- Goodyera crocodiliceps Ormerod: Papua-Neuguinea.[1]
- Goodyera cyclopensis Ormerod: Die 2017 erstbeschriebene Art kommt im westlichen Neuguinea vor.[1]
- Goodyera daibuzanensis Yamam.: Dieser Endemit gedeiht an schattigen Standorten in Wäldern in Höhenlagen von 700 bis 1600 Metern nur in Taiwan.[4]
- Goodyera denticulata J.J.Sm.: Neuguinea.[1]
- Goodyera dolabripetala (Ames) Schltr.: Südliches Mexiko bis Guatemala.[1]
- Goodyera elmeri (Ames) Ames: Luzon.[1]
- Goodyera erosa (Ames & C.Schweinf.) Ames: Belize, Nicaragua, Costa Rica, Panama.[1]
- Goodyera erythrodoides Schltr.: Papua-Neuguinea bis zu den Inseln im südwestlichen Pazifik.[1]
- Goodyera fimbrilabia Ormerod: Mexiko, Costa Rica.[1]
- Goodyera flaccida Schltr.: Madagaskar.[1]
- Goodyera foliosa (Lindl.) Benth. ex Hook. f. (Syn.: Goodyera andersonii King & Pantl., Goodyera augustini Tuyama, Goodyera chilanensis S.S.Ying, Goodyera commelinoides Fukuy., Goodyera nebularum (Hance) Rolfe, Goodyera pachyglossa Hayata, Goodyera secundiflora Griff., Goodyera sonoharae Fukuy., Goodyera maximowicziana var. commelinoides (Fukuy.) Masam., Goodyera foliosa var. alba S.Y.Hu & Barretto):[1] Sie ist im nordöstlichen Indien, in Bhutan, Nepal, Myanmar, Korea, Vietnam, Japan, Taiwan, südöstlichen Tibet und in den chinesischen Provinzen Fujian, Guangdong, Guangxi, Sichuan, südöstliches sowie westliches Yunnan verbreitet.[4]
- Goodyera fumata Thwaites (Syn.: Goodyera caudatilabella Hayata, Goodyera cyrtoglossa Hayata, Goodyera formosana Rolfe): Sie ist in Sri Lanka, in Indien auf dem Dekkan-Plateau, in Sikkim, Myanmar, Thailand, Vietnam, in Malaysia, auf den Philippinen, auf den Ryūkyū-Inseln, auf Java, im südöstlichen Taiwan, südöstlichen Tibet und in den chinesischen Provinzen Hainan sowie im südlichen Yunnan verbreitet.[4]
- Goodyera fusca (Lindl.) Hook. f.: Sie kommt im nordöstlichen Indien, in Bhutan, Nepal, nördlichen Myanmar, im südlichen bis südöstlichen Tibet sowie im nordwestlichen Yunnan vor.[4]
- Goodyera gemmata J.J.Sm.: Westliches Sumatra.[1]
- Goodyera gibbsiae J.J.Sm.: Westliches Neuguinea.[1]
- Goodyera goudotii Ormerod & Cavestro: Madagaskar.[1]
- Goodyera hachijoensis Yatabe:[4] Zentrales und südliches Japan bis Taiwan
- Goodyera hemsleyana King & Pantl. (Syn.: Goodyera dongchenii var. gongligongensis X.H.Jin & S.C.Chen):[4][5] Sie kommt im zentralen bis westlichen Himalaja und im nordwestlichen Yunnan vor.[1]
- Goodyera henryi Rolfe[4] (Syn.: Goodyera foliosa var. laevis Finet, Goodyera foliosa var. maximowicziana (Makino) S.S.Ying nom. superfl., Goodyera maximowicziana Makino): Nepal, zentrales und südliches China bis zu den Kurilen und Taiwan[1]
- Goodyera hispaniolae Dod: Hispaniola.[1]
- Borstiges Netzblatt (Goodyera hispida Lindl.): Sie kommt vom östlichen Nepal bis zur Malaiischen Halbinsel vor.[1]
- Goodyera humicola (Schltr.) Schltr.: Ostnordöstliches Madagaskar.[1]
- Goodyera inmeghema Ormerod: Santa-Cruz-Inseln bis Vanuatu.[1]
- Goodyera kwangtungensis C.L.Tso: Guangdong und Taiwan[4][1]
- Goodyera lamprotaenia Schltr. (Syn.: Goodyera werneri Schltr.): Papua-Neuguinea[1]
- Goodyera lanceolata Ridl.: Malaiische Halbinsel.[1]
- Goodyera luzonensis Ames: Luzon.[1]
- Goodyera macrophylla Lowe: Nördliches und zentrales Madeira.[1]
- Goodyera major Ames & Correll: Guatemala bis Costa Rica.[1]
- Goodyera makuensis Ormerod: Yunnan[1]
- Goodyera malipoensis Q.X.Guan & S.P.Chen: Die 2014 erstbeschriebene Art kommt in Yunnan vor.[1]
- Goodyera marginata Lindl.: Himalaja bis Sichuan und Yunnan[1]
- Goodyera maurevertii Blume: Westliches Java.[1]
- Goodyera micrantha Schltr.: Costa Rica.[1]
- Goodyera modesta Schltr.: Costa Rica.[1]
- Goodyera myanmarica Ormerod & Sath.Kumar: Myanmar.[1]
- Goodyera nankoensis Fukuy.[4]: Östliches Nepal und Taiwan.[1]
- Goodyera nantoensis Hayata (Syn.: Goodyera arisanensis Hayata[4]): Sie kommt nur im nördlichen Vietnam und auf dem Mt. Lalashan im nördlichen Taiwan vor.[1]
- Goodyera novembrilis (Rchb. f.) Ormerod: Südliches Sumatra, Java und Kleine Sundainseln
- Goodyera oblongifolia Raf.[6]: Südöstliches Alaska bis zu den Vereinigten Staaten und nordöstlichem Mexiko.[1]
- Goodyera ovatilabia Schltr.: Costa Rica und westliches Panama.[1]
- Goodyera pendula Maxim.[4]: Südöstliches Tibet, Guangdong, Japan, Taiwan.[1]
- Goodyera perrieri (Schltr.) Schltr.: Nördliches und östliches Madagaskar.[1]
- Goodyera polyphylla Ormerod: El Salvador.[1]
- Goodyera porphyrophylla Schltr.: Bismarck-Archipel.[1]
- Goodyera procera (Ker Gawl.) Hook.: Tropisches und subtropisches Asien[4]
- Haariges Netzblatt[7] (Goodyera pubescens (Willd.) R.Br.): Sie gedeiht in Höhenlagen von 0 bis 1600 Metern. Sie ist in Kanada in Nova Scotia, Ontario, sowie Quebec und in den östlichen bis zentralen US-Bundesstaaten Connecticut, Indiana, Maine, Massachusetts, Michigan, New Hampshire, New Jersey, Ohio, Pennsylvania, Rhode Island, Vermont, West Virginia, Illinois, Iowa, Minnesota, Missouri, Oklahoma, Wisconsin, Alabama, Arkansas, Delaware, District of Columbia, Georgia, Kentucky, Maryland, North Carolina, South Carolina, Tennessee, Virginia sowie Florida weitverbreitet.[6]
- Goodyera purpusii Ormerod: Mexiko.[1]
- Goodyera pusilla Blume (Syn.: Goodyera shixingensis K.Y.Lang): Südliches Thailand bis westliches Malesien, nördliches Taiwan und Guangdong[1]
- Goodyera ramosii Ames: Mindanao.[1]
- Goodyera recurva Lindl.: Nepal bis China[4]
- Kriechendes Netzblatt[7] (Goodyera repens (L.) R.Br., Syn.: Goodyera brevis Schltr., Goodyera chinensis Schltr., Goodyera mairei Schltr., Goodyera marginata Lindl., Goodyera ophioides (Fernald) Rydb., Goodyera repens var. ophioides Fernald, Goodyera repens var. marginata (Lindl.) Tang & F.T.Wang, Goodyera repens var. japonica Nakai, Goodyera repens subsp. ophioides (Fernald) Á.Löve & W.Simon)[1]: Sie ist in Eurasien und Nordamerika weitverbreitet.
- Java-Netzblatt (Goodyera reticulata (Blume) Blume): Sie kommt auf Sumatra und Java vor.[1]
- Goodyera rhombodoides Aver.: Nördliches Vietnam.[1]
- Goodyera robusta Hook. f.[4] (Syn.: Goodyera schlechtendaliana var. robusta (Hook. f.) Av.Bhattacharjee & H.J.Chowdhery, Goodyera bilamellata Hayata, Goodyera dongchenii Lucksom): Assam bis China, Taiwan[1]
- Goodyera rosea (H.Perrier) Ormerod: Madagaskar, Réunion.[1]
- Goodyera rostellata Ames & C.Schweinf. (Syn.: Goodyera ustulata Carr): Nördliches Borneo[1]
- Goodyera rostrata Ridl.: Sarawak.[1]
- Goodyera rosulacea Y.N.Lee: Südliches Korea.[1]
- Goodyera rubicunda (Blume) Lindl.: Sikkim bis Malesien und den Inseln im südwestlichen Pazifik[4]
- Goodyera ruttenii J.J.Sm.: Molukkeninsel Seram.[1]
- Goodyera schlechtendaliana Rchb. f.: Tibet bis Japan und Sumatra[4]
- Goodyera scripta (Rchb. f.) Schltr.: Neukaledonien.[1]
- Goodyera sechellarum (S.Moore) Ormerod: Seychellen.[1]
- Goodyera seikomontana Yamam. (Syn.: Goodyera youngsayei S.Y.Hu & Barretto): Hongkong, südliches Taiwan[4][1]
- Goodyera serpens Schltr. (Syn.: Goodyera wolongensis K.Y.Lang): Westliches Sichuan[1]
- Goodyera similis Blume (Syn.: Goodyera velutina Maxim. ex Regel): Südliches China bis gemäßigtes Ostasien[1]
- Goodyera stelidifera Ormerod: Sri Lanka.[1]
- Goodyera stenopetala Schltr.: Neuguinea, Bismarck-Archipel, Salomonen. Mit zwei Unterarten.[1]
- Goodyera striata Rchb. f.: Mexiko bis Nicaragua, Hispaniola.[1]
- Goodyera sumbawana Ormerod: Kleine Sundainseln.[1]
- Goodyera taitensis Blume: Tahiti.[1]
- Goodyera tesselata Lodd.: Zentrales und südöstliches Kanada bis zu den nördlich-zentralen und nordöstlichen Vereinigten Staaten.[1]
- Goodyera thailandica Seidenf.: Indien und Thailand.[1]
- Goodyera turialbae Schltr.: Costa Rica.[1]
- Goodyera umbrosa (D.L.Jones & M.A.Clem.) J.M.H.Shaw: Queensland.[1]
- Goodyera venusta Schltr.: Papua-Neuguinea.[1]
- Goodyera viridiflora (Blume) Blume: Tropisch-subtropisches Asien bis zu den Inseln im südwestlichen Pazifik[4]
- Goodyera vitiensis (L.O.Williams) Kores: Fidschi (Viti Levu und Vanua Levu).[1]
- Goodyera vittata Benth. ex Hook. f.: Himalaja bis südöstliches Tibet[4]
- Goodyera wuana Tang & F.T.Wang: Westliches Sichuan[4]
- Goodyera yamiana Fukuy.: Taiwan[4]
- Goodyera yunnanensis Schltr.: Nordwestliches Sichuan, nördliches und westliches Yunnan[4]
- Goodyera zacuapanensis Ormerod: Mexiko.[1]